# Thecocarcelia ventralis
Thecocarcelia ventralis är en tvåvingeart som beskrevs av Louis-Paul Mesnil 1959. Thecocarcelia ventralis ingår i släktet Thecocarcelia och familjen parasitflugor. Inga underarter finns listade i Catalogue of Life.